# فرانسيسكو نيجري
فرانسيسكو نيجري (بالإنجليزية: Francesco Negri)‏ (و. 1500 – 1563 م) هو عالم عقيدة، ولد في باسانو دل غرابا، توفي عن عمر يناهز 63 عاماً.